# Pimpla russula
Pimpla russula là một loài tò vò trong họ Ichneumonidae.